# High Ham
High Ham – wieś w Anglii w hrabstwie Somerset, w dystrykcie (unitary authority) Somerset. Leży 45 km na południe od miasta Bristol i 194 km na zachód od Londynu. W 2002 miejscowość liczyła 819 mieszkańców.